# Alain Delon
Alain Fabien Maurice Marcel Delon (tiếng Pháp: [alɛ̃ dəlɔ̃]; 8 tháng 11 năm 1935 – 18 tháng 8 năm 2024), là nam diễn viên, nhà sản xuất điện ảnh người Pháp. Khi còn trẻ, ông nổi tiếng với vẻ ngoài đẹp trai.

## Tiểu sử
Ông sinh ra tại Sceaux, Pháp. Bố mẹ ông ly hôn từ khi ông lên 4 tuổi. Từ đó, ông sống với bố mẹ nuôi tại Fresnes rồi được gửi vào một trường dòng. Khi mẹ ông tái hôn, ông trở về sống với mẹ. Đến tuổi trưởng thành, ông nhập ngũ, gia nhập lực lượng Hải quân Pháp. Hết hạn nhập ngũ, Alain Delon trở về Pháp và làm nhiều nghề lao động chân tay như bốc vác, phục vụ... Trong thời gian này, ông kết bạn với diễn viên trẻ như Jean Claude Brialy, người đã giới thiệu ông với đạo diễn Yves Allégret. Năm 1957, ông được Yves Allégret chọn tham gia một vai diễn nhỏ trong phim Quand la femme s'en mêle, mở ra một sự nghiệp điện ảnh lớn với gần 90 bộ phim, trở thành một ngôi sao của điện ảnh Pháp.

## Sự nghiệp điện ảnh

### Thập niên 1940
- 1949 - Le rapt

### Thập niên 1950
- 1957 - Quand la femme s'en mêle
- 1957 - Sois belle et tais-toi
- 1958 - Christine
- 1959 - Faibles femmes
- 1959 - Le Chemin des écoliers

### Thập niên 1960
- 1960 - Plein soleil
- 1960 - Rocco et ses frères
- 1961 - Quelle joie de vivre
- 1961 - Les Amours célèbres
- 1961 - Boccace 70
- 1962 - L'Éclipse

Alain Delon trong phim The Red Circle

- 1962 - Le Diable et les Dix Commandements
- 1962 - L'Échiquier de Dieu
- 1963 - Carambolages
- 1963 - Mélodie en sous-sol
- 1963 - Le Guépard
- 1964 - La Tulipe noire
- 1964 - L'Insoumis
- 1964 - Les Félins
- 1964 - La Rolls-Royce jaune (The Yellow Rolls-Royce)
- 1965 - Les Tueurs de San Francisco (Once a Thief)
- 1966 - Paris brûle-t-il ? de
- 1966 - Texas, nous voilà (Texas Across the River)
- 1966 - Les Centurions (Lost Command)
- 1966 - Les Aventuriers
- 1967 - Diaboliquement vôtre
- 1967 - Le Samouraï
- 1968 - Adieu l'ami
- 1968 - La Motocyclette (Girl on a Motorcycle)
- 1968 - La Piscine
- 1968 - Histoires extraordinaires
- 1969 - Jeff
- 1969 - Madly
- 1969 - Le Clan des Siciliens

### Thập niên 1970
- 1970 - Doucement les basses
- 1970 - Borsalino
- 1970 - Le Cercle rouge
- 1971 - Soleil rouge
- 1971 - Fantasia chez les ploucs
- 1971 - L'Assassinat de Trotsky
- 1971 - La Veuve Couderc
- 1972 - Un flic
- 1972 - Le Professeur
- 1972 - Il était une fois un flic
- 1972 - Traitement de choc d'Alain Jessua
- 1973 - Les Grands Fusils (Big Guns)
- 1973 - Scorpio
- 1973 - Les Granges brûlées
- 1973 - La Race des Seigneurs
- 1973 - Deux Hommes dans la ville
- 1974 - Borsalino & Co
- 1974 - Les Seins de glace
- 1974 - Zorro
- 1975 - Le Gitan
- 1975 - Flic Story
- 1976 - Comme un boomerang
- 1976 - Armaguedon
- 1976 - Monsieur Klein
- 1977 - L'Homme pressé
- 1977 - Mort d'un pourri
- 1977 - Le Gang
- 1978 - Attention, les enfants regardent
- 1979 - Airport 80 Concorde (Airport '79, the Concorde)
- 1979 - Le Toubib

### Thập niên 1980
- 1980 - Téhéran 43, nid d'espions
- 1980 - Trois Hommes à abattre
- 1981 - Pour la peau d'un flic
- 1982 - Le Choc
- 1983 - Un amour de Swann
- 1983 - Le Battant
- 1984 - Notre histoire
- 1985 - Parole de flic
- 1986 - Le Passage
- 1988 - Ne réveillez pas un flic qui dort

### Thập niên 1990 đến nay
- 1990 - Dancing Machine
- 1990 - Nouvelle Vague
- 1992 - Le Retour de Casanova
- 1993 - Un crime
- 1994 - L'Ours en peluche
- 1995 - Les Cent et une nuits de Simon Cinéma
- 1997 - Le jour et la nuit
- 1998 - Une chance sur deux
- 2000 - Les Acteurs
- 2008 - Astérix aux Jeux Olympiques (Aterix at the Olympic Games)